# Rosochate (Podlachie)
Pour les articles homonymes, voir Rosochate.
Rosochate est un village polonais de la gmina de Grabowo, dans le powiat de Kolno, voïvodie de Podlachie, au nord-est du pays.
Il est situé à environ 17 km à l'est de Kolno et à 75 km au nord-ouest de la capitale régionale Białystok.
Sa population est de 40 habitants.